# 柳文炜
柳文炜（1966年6月—），汉族，云南省牟定县人。中华人民共和国政治人物。

## 生平
1988年4月加入中国共产党。1984年9月至1988年7月，在浙江大学材料系金属材料专业学习；1988年7月至1992年7月，在云南冶炼厂工作，历任机修车间团总支书记、厂团委书记等职；1992年7月至1996年12月，任共青团昆明市委副书记；1996年12月至2001年6月，任共青团昆明市委副书记、市青联主席；2001年6月至2003年2月，任中共石林县委副书记；2003年2月至2004年12月，任中共石林县委副书记、纪委书记；2004年12月起，任中共石林县委书记。2008年7月，任中共昆明市西山区委书记。2009年8月任中共西山区委书记。2012年8月任中共昆明市委秘书长，同年兼任中共昆明市委常委。